# براق سردار سنال
براق سردار سنال من مواليد (28 أغسطس 1988) هو ممثل تركي.